# Constante Gil
Constante Gil Rodríguez (Taragoña (Rianjo) (La Coruña), 1926 - Valencia, 7 de junio de 2009) fue un pintor español e inventor del famoso cóctel "Agua de Valencia".

## Vida y obra

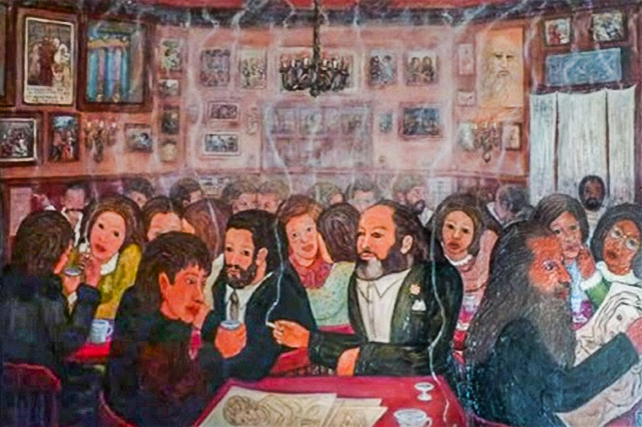
"Tertulia de café" autor Constante Gil

Se trasladó de Galicia a la ciudad de Valencia en 1948, donde realiza toda su producción artística y vital. Se queda en propiedad el local Cervecería Madrid, donde crea el conocido cóctel "Agua de Valencia" que, junto a su público mayoritario de estudiantes de Bellas Artes y artistas, populariza el bar como un lugar de tertulias y manifestaciones artísticas. 
Fue fundador del Grupo Bulto junto a Rafa Calduch, Uiso Alemany, Miguel Ángel Rios, Ramón de Soto, Pep Buigues y otros numerosos artistas valencianos, que se reunían en su café para socializar y popularizar el arte contemporáneo, creando el grupo artístico más influyente en la creación artística durante la transición democrática en Valencia.
Su obra más conocida es la serie de Tertulias de Café en la que retrata a la sociedad valenciana de los años de la transición, dentro del desaparecido café valenciano La Cervecería Madrid, local que dirigió de 1956 a 2000 y en el que creó la popular bebida denominada Agua de Valencia.
La serie Tertulias de Café define todo un género de la pintura de interior, donde los protagonistas son tertulianos y asiduos a un bar en el que se desarrolla gran parte de las actividades convergentes de un heterogéneo grupo humano muy influyente en los acontecimientos de cambio de la sociedad que se están produciendo en esos años. No se escribe sobre el café, pero se escribe mucho desde el café, se pinta, se habla, se planea, se vive... y Constante capta esa vida, y la interpreta en sus Tertulias pintadas.
En general, la pintura de Constante se puede describir como apuntes autobiográficos extraídos de la memoria de un niño gallego de diez años que es testigo de la muerte de su padre, de profesión pirotécnico, en la explosión de sus talleres.